# Улица Шевчука (Чернигов)
Улица Шевчука (укр. Вулиця Шевчука) — улица в Новозаводском районе города Чернигова. Пролегает от проспекта Мира (без проезда) до улицы Заводская.
Примыкает улица 1 Гвардейской армии.

## История
Кооперативная улица проложена в 1930-е годы. Была застроена индивидуальными домами. Изначально улица не имела выхода к другим улицам. После вхождения в черту города Чернигова села Коты в декабре 1973 года, появилась ещё одна Кооперативная улица, которая в апреле 1974 года была переименована на улицу Смирнова.
В конце 1980-х годов улица получила современное название — в честь воина-интернационалиста, уроженца Чернигова Владимира Васильевича Шевчука.
В 1980-е годы улица была преобразована: построен квартал многоэтажной застройки, усадебная застройка частично ликвидирована, перекрыт проезд со стороны улицы Ленина (сейчас проспект Мира). В 1989 году был построен лицей № 32.

## Застройка
Улица проложена в юго-западном направлении параллельно улицам Пугачёва и Игоря Самострова. Парная и непарная стороны начала улицы заняты многоэтажной жилой застройкой (9-этажные дома), конец — усадебной застройкой. 
Учреждения:
1. дом № 11 — лицей № 32

Мемориальные доски:
1. дом № 4 — воину-интернационалисту Владимиру Васильевичу Шевчуку (1952-1980) — комментарий именования улицы
2. дом № 11 — участнику Вооружённого конфликта на Востоке Украины Евгену Бушнину — на здании лицея № 32, где учился